# Schildetal
Schildetal är en kommun i Landkreis Nordwestmecklenburg i förbundslandet Mecklenburg-Vorpommern i Tyskland.
Kommunen bildades 7 juni 2009 genom en sammanslagning av de tidigare kommunerna Badow och Renzow under namnet Badow-Renzow som ändrades till Schildetal 1 oktober 2009.
Kommunen ingår i kommunalförbundet Amt Lützow-Lübstorf tillsammans med kommunerna Alt Meteln, Brüsewitz, Cramonshagen, Dalberg-Wendelstorf, Gottesgabe, Grambow, Klein Trebbow, Lübstorf, Lützow, Perlin, Pingelshagen, Pokrent, Seehof och Zickhusen.